# 野竹坪镇
野竹坪镇，是中华人民共和国湖南省湘西土家族苗族自治州保靖县下辖的一个乡镇级行政单位。

## 行政区划
野竹坪镇下辖以下地区：
野竹坪社区、大坪村、野竹村、腊洞村、电棚村、小溪村和杰坳村。